# Platygaster betularia
Platygaster betularia är en stekelart som beskrevs av Jean-Jacques Kieffer 1916. Platygaster betularia ingår i släktet Platygaster och familjen gallmyggesteklar. Arten är reproducerande i Sverige. Inga underarter finns listade i Catalogue of Life.